# Szardeszi Szent Meliton
Szardeszi Szent Meliton (? – kb. 180/190) Szárdesz püspöke, egyházatya.

## Művei
Igen termékeny író, mintegy húsz művéből azonban többnyire csak töredékek maradtak fenn.
Egy Marcus Aurelius római császárhoz írt apológiában úgy érvel, hogy a birodalom és az egyház jól megfér egymással, a kereszténység áldást és jólétet jelent a birodalom számára.

### Húsvéti homília
A Húsvéti homíliáját Chester Beatty 1940-ben vásárolt kódexében találták meg. Niszán hónap 14-én hangzott el húsvéti homília. Ekkor kell ugyanis ünnepelni a húsvétot a jánosi hagyomány szerint.
A Kivonulás könyve 12. fejezetének parafrázisa, keresztény tipologikus értelmezése. Kiemeli Krisztus istenségét és preegzisztenciáját Ugyanakkor antijudaista polémia is: a zsidók Meliton szerint Krisztus gyilkosai.
A húsvéti öröm emelkedett hangvétele hatja át. Ez az első görög nyelvű retorikus keresztény mű.